# 伊冯·内普蒂纳
伊冯·内普蒂纳（法語：Yvon Neptune，1946年11月8日—）是海地的政治人物，他曾為海地2002年至2004年間的總理，他是由時任海地總統的让-贝特朗·阿里斯蒂德指派的，並於2002年3月15日上任。他在此前曾擔任過參議院的發言人。